# Ленінський район (Воронеж)

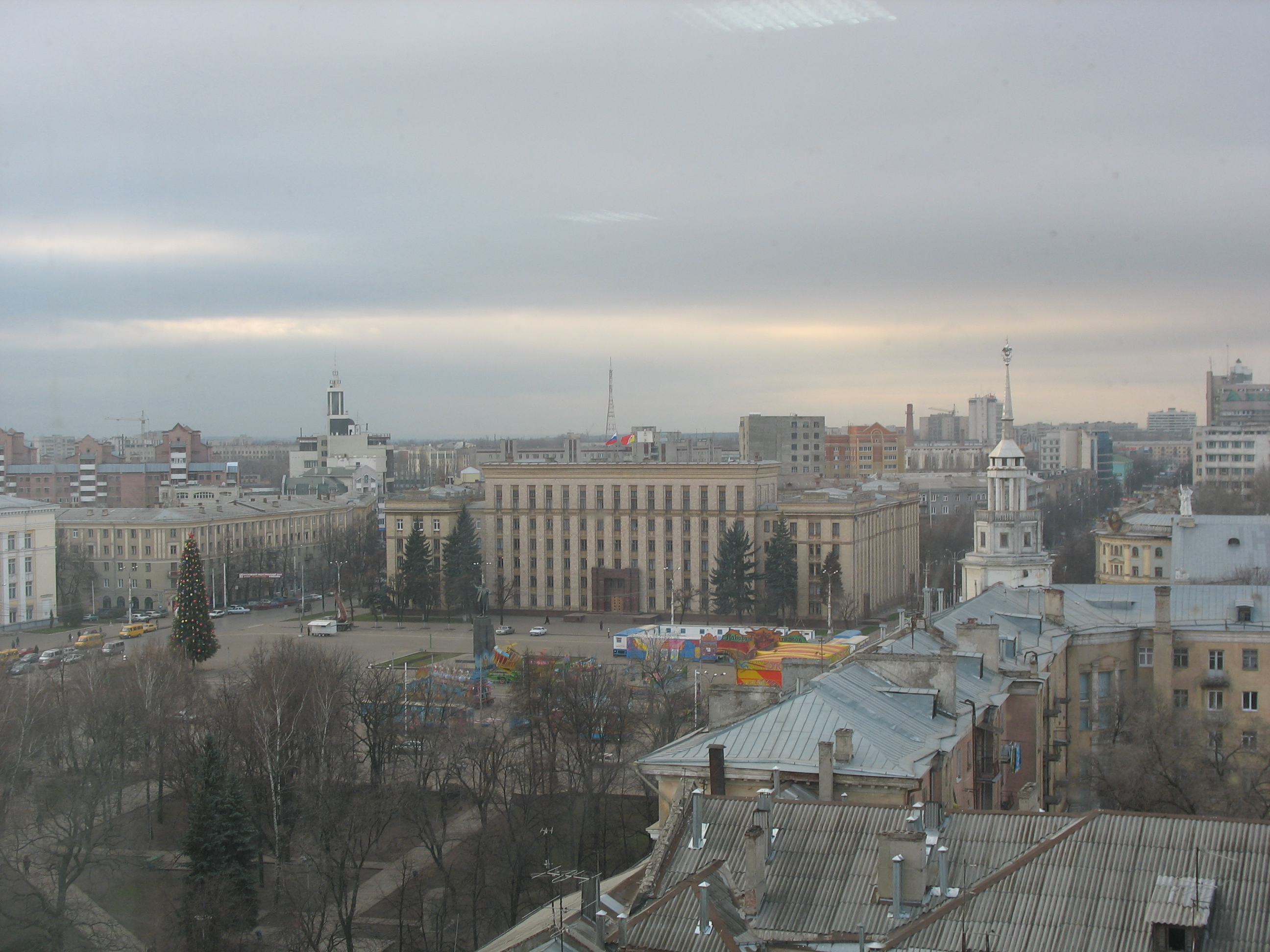
Вид на головну площу міста взимку

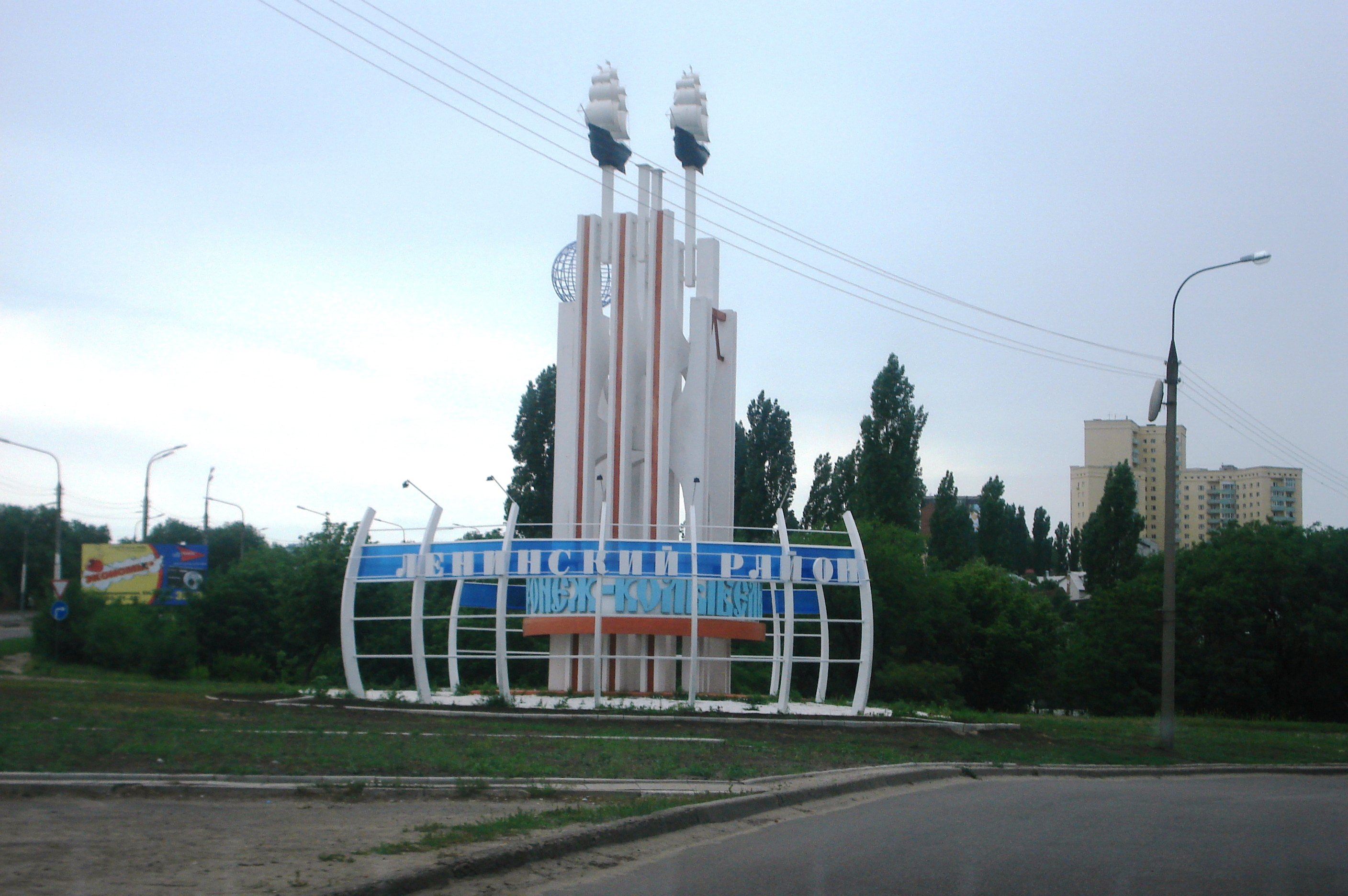
Постамент на в'їзді в район з боку Вогресівського мосту

Ленінський район-внутрішньоміський район Воронежу Розташований правому березі Воронезького водосховища. Площа району станом на 1 січня 1999 року становила 1853 га. Є найменшим районом міста Воронеж.
Керівник управи Ленінського району — Корчовніков Сергій Вікторович
Основні вулиці: 20 років Жовтня, Кірова, 9 Січня, Червонопрапорна, Кольцовська, Ворошилова, Плехановська, Острогозька, Грамші, Матросова (за останніми двома проходить траса А144). На території району знаходиться площа Леніна . На вулиці 20 років Жовтня розташований ВДАСУ (архітектурно-будівельний університет). Наразі, як і всі райони Воронежа, Ленінський активно забудовується. На території району знаходиться Центр Галереї Чижова, заввишки 26 поверхів, який є найвищим будинком міста.

## Географія
Центральне географічне становище, фактичне відсутність вільних від забудови земель, висока щільність населення — основні відмінності Ленінського району інших районів Міського округу міста Воронежа. Воронезько-Донський вододіл, що проходить приблизно по вулицях Острогозькій, Червонопрапорній, Кольцовській, ділить район на східну круту та західну пологу частини. Східна частина, що є типовим крутим правим берегом, характеризується великою кількістю балок, які сформували характер забудови місцевості. Найбільші балки можна назвати вулицями, що проходять їх дном: Велика Стрілецька, Народних ополченців — Жасминний провулок, вулиця Онезька. Західна полога частина, на відміну східної, має незначні перепади висот. Варто відзначити лише балку у південно-західній частині, що захоплює вулицю Журналістів та пров. Корпусній, а також вулиці Артилерійську та Карельську.
На характер забудови Ленінського району багато в чому вплинув характер місцевості. Здебільшого всі балки зайняті приватним сектором, а рівні ділянки забудовані багатоповерховими будинками. Основні транспортні артерії проходять або міжболочними гребнями, або перпендикулярно балкам.
Ленінський район межує з: Центральним районом — від віадука по вул. Плеханівській — вул. Гора Металістів — вул. Фрунзе — вул. Бєлінського — вул. Волдарського — вул. Софії Перовської — вул. Виборзькій до перетину з вул. Карла Маркса — за її напрямом до середини Воронезького водосховища.
Лівобережним районом — від кордону з Центральним районом посередині Воронезького водосховища та Вогресівського мосту до ЛЕП, що йде до мікрорайону «Піщанка».
Радянським районом — від кордону з Лівобережним районом по ЛЕП, що йде в мікрорайон «Піщанка» до дубового лісу — кордон дубового лісу паралельно просіці ЛЕП, що йде в бік КБХА до Острогозької траси — південний кордон Автодрому — східний кордон Аеродрому Червонопрапорна — вул. Чеботарьова — південний кордон гаражних кооперативів — вул. Кривошеїна — вул. Героїв-Сибіряків — вул. Ворошилова — вул. Колесніченка — вул. Моїсеєва — вул. 5 Грудня — вул. Ворошилова — вул. Бахметьєва — вул. Пирогова — вул. Свободи до впадання на вул. 9 січня.
Комінтернівським районом — залізничною гілкою між віадуком вул. 9 Січня та віадуком вул. Плеханівській

## Історія
Раніше район називався «Ворошиловський». З 5 листопада 1961 року носить ім'я «Ленінський»
Раніше на місці сучасного Ленінського району розташовувалась Чижовська слобода Проте до складу міста Чижівка була включена лише навесні 1929 року. Офіційною датою освіти Ленінського району прийнято вважати 10 липня 1932 року

## Площа Леніна
Площа Леніна
Раніше називалася Кінною площею, бо тут торгували кіньми. Після перенесення торгівлі кіньми в інше місце площа стала іменуватися Староконної. Нині площа Леніна — головна площа міста. Це місце на Новий рік перетворюється на справжній парк розваг, де з 2007 року працює ковзанка та інші атракціони.

## Пам'ятники та меморіали
Літературний некрополь — могили А. В. Кольцова, його родичів, І. С. Нікітіна та письменниці Єлизавети Митрофанівни Міліциної (вул. Моїсеєва, поряд з Цирком).
Пам'ятники В. І. Леніну, І. А. Буніну, А. С. Пушкіну
Чижовський плацдарм
Єврейський цвинтар (XIX ст.)

## Інфраструктура і Архітектура
Культура: цирк, Театр опери та балету, Краєзнавчий музей, Громадський музей С. Єсеніна.
Вища та спеціальна освіта: ВДАСУ, ВДУ(4 корпус), ВДТУ(Авіаційний факультет), Центральна філія Російської Академії Правосуддя, Воронезька обласна бібліотека ім. І. С. Нікітіна, Воронезьке представництво Національного інституту ім. Катерини Великої, Воронезький інститут Державної протипожежної служби МНС Росії, Військовий авіаційний інженерний університет.
Школи № 12, 13, 27, 34, 35, 38, 40, 44, 45, 48, 50, 65.
Спорткомплекс «Енергія», Стадіон «Чайка».
Завод Електроприлад.
Торгові центри «Сонячний Рай», «Європа», «1000 дрібниць», «Ярмарок», Будинок Побуту, Центральний Ринок, Річковий ринок, Кільцовський речовий ринок, Центр Галереї Чижова.
Охорона здоров'я: Обласний Діагностичний центр, Госпіталь Воронезького гарнізону
Готель «Брно».
Релігія: Іллінська церква, Спаська церква, Синагога.
Залізничний вокзал «Вороніж-II Курський»
будівля ВДАСУ є пам'яткою архітектури XX століття

## Фільмографія
У Ленінському районі Воронежа, на площі Леніна, відбувалися зйомки ряду епізодів кінокомедії Тимура Бекмамбетова «Ялинки 3»(2013)